# Melissa Naschenweng
Melissa Naschenweng (Villaco, 11 luglio 1990) è una cantante austriaca.
Il suo terzo album, Kunterbunt, è prodotto da Ariola Records (sussidiaria della Sony Music): il disco entra nella classifica sia in Austria (dove raggiunge il terzo posto in classifica) sia in Svizzera (46º).

## Discografia

### Album
- 2012 – Oanfoch schen, oanfoch du
- 2014 – Gänsehautgefühl
- 2017 – Kunterbunt
- 2019 – Wirbelwind
- 2020 – LederHosenRock

### Raccolte
- 2017 – Das Beste